# Cimolodon
Cimolodon (лат.) — вымерший род многобугорчатых млекопитающих из семейства Cimolodontidae подотряда Cimolodonta, обитавших в позднем меловом периоде в Северной Америке.

## Таксономия
Род Cimolodon назвал Отниел Чарлз Марш в 1889 году. В публикации Kielan-Jaworowska & Hurum (2001) замечено, что Cimolodon, скорее всего, теснее связан с группой «Paracimexomys», чем с другими представителями надсемейства Ptilodontoidea.

### Виды
Cimolodon electus (Fox R.C. 1971) известен из верхнего мела верхней формации Милк-Ривер в провинции Альберта, Канада. Есть возможные находки вида в Нью-Мексико, США.
Cimolodon nitidus (Marsh O.C. 1889) известен из верхнемеловых пластов формации Лэнс в Вайоминге, Юте, Монтане и Южной Дакоте (США), а также в Альберте и Саскачеван (Канада). Синонимичные названия включают Allacodon lentus (Marsh, 1889); Allacodon rarus (Marsh, 1892); Cimolomys bellus (Marsh, 1889); Cimolomys digona (Marsh, 1899); Cimolomys nitidus; Halodon serratus (Marsh, 1889); Nanomyops minitus (Marsh, 1892); Nanomys minitus (Marsh, 1889); Ptilodus serratus (Gidley, 1909). Cimolodon parvus (Marsh O.C. 1892) также известен из верхнего мела формации Лэнс в Вайоминге. Образец, упомянутый как C. cf. nitidus, обнаружен в формации Принс-Крик.
Cimolodon similis (Fox R.C. 1971) известен из позднего мела (сантонский-ранний кампанский ярусы) Альберты и Юты. C. wardi известен из формации Уауип в штате Юта.
Cimolodon akersteni известен из сеноманских отложений формации Уаян в Айдахо.